# Sylfik wspaniały
Sylfik wspaniały (Lophornis magnificus) – gatunek małego ptaka z podrodziny paziaków w rodzinie kolibrowatych (Trochilidae). Występuje w środkowej, wschodniej i południowej Brazylii. Jest klasyfikowany jako gatunek najmniejszej troski (LC, ang. Least Concern).

## Systematyka
Gatunek ten po raz pierwszy zgodnie z zasadami nazewnictwa binominalnego opisał francuski przyrodnik Louis Pierre Vieillot w 1817 roku w 7. tomie Nouveau dictionnaire d'histoire naturelle, appliquée aux arts, à l'agriculture, à l'économie rurale et domestique, à la médecine, etc. Nouvelle édition. Autor nadał gatunkowi nazwę Trochilus magnificus, jako miejsce typowe podał Brazylię. Nie wyróżnia się podgatunków.

### Etymologia
- Lophornis: gr. λοφος lophos „czub, grzebień”; ορνις ornis, ορνιθος ornithos „ptak”[11].
- magnificus: łac. magnificus – „wspaniały”[12].

## Morfologia
Mały sylfik o długim, prostym i cienkim czerwonym dziobie o czarnym zakończeniu. Tęczówki czarne. Występuje dymorfizm płciowy. Samiec jest bardzo podobny do samca sylfika plamkouchego. Ma błyszczące zielonozłote czoło, boki głowy i gardło szmaragdowozielone. Na szczycie głowy rudy, wyraźnie zaznaczony czub. Z policzków wyrastają wydłużone wachlarzowate białe pióra z zielonkawymi zakończeniami. Górne części ciała brązowozielone, na zadzie biały pas. Dolne części ciała szarozielone. Ogon niezbyt długi, kwadratowy, środkowe sterówki brązowozielone, pozostałe rude z brązowozielonymi obrzeżami i końcówkami. Samica nie ma grzebienia i wachlarza piór na bokach głowy. Gardło, podgardle i górne części szyi rude z białymi prążkami, poniżej białawy pasek piersiowy. Brzuch jaśniejszy niż u samicy sylfika plamkouchego. Ogon ma ciemnobrązowy z rudymi zakończeniami, na grzbiecie pióra samicy są bardziej opalizujące niż u samca. Młode osobniki podobne są do samic. Długość ciała 7,1–7,7 cm i masa 2,66±0,29 g.

## Zasięg występowania
Zasięg występowania (EOO, Extent of Occurrence) według szacunków organizacji BirdLife International obejmuje około 3,08 mln km². Gatunek ten występuje w środkowej, wschodniej i południowej Brazylii (stany od Espírito Santo na południe do Rio Grande do Sul i na zachód do południowego Mato Grosso, Tocantins i Goiás), sporadycznie spotykany bywa dalej na północ – do stanu Alagoas.

## Ekologia i zachowanie
Sylfik plamkouchy występuje na brzegach wilgotnych lasów, w lasach wtórnego wzrostu, na plantacjach kawy, sawannach i obszarach cerrado. Górna granica występowania to 1000 m n.p.m. (niektóre źródła podają 1100 m n.p.m.). Dieta tego gatunku składa się głównie z niewielkich stawonogów i nektaru kwiatów roślin m.in. z rodzajów cytrus, ostróżka, Helicteres, Odontonema, Palicourea, floks, szałwia, Stachytarpheta, oplątwa. Długość pokolenia jest określana na 1,95 roku.

### Rozmnażanie
Okres lęgowy trwa od sierpnia do marca. Gniazda buduje na cienkich gałęziach krzaków lub niewielkich drzew na wysokości 2–5 m nad poziomem ziemi; gniazdo w kształcie niewielkiej miseczki o pionowych ściankach zbudowane jest z niewielkich roślinek i mchu, a jego zewnętrzne ścianki obłożone są zielonymi i białawymi porostami. W lęgu 2 jaja o wymiarach 12 mm x 8 mm i masie 0,3 g. Jaja są wysiadywane wyłącznie przez samicę, okres inkubacji trwa 12–13 dni, a pisklęta przebywają w gnieździe do 20 dni.

## Status
W Czerwonej księdze gatunków zagrożonych IUCN sylfik wspaniały jest klasyfikowany jako gatunek najmniejszej troski (LC, ang. Least Concern). Liczebność jego populacji nie została dokładnie określona, ale jest opisywany jako rzadki. Trend liczebności populacji oceniany jest jako spadkowy ze względu na utratę siedlisk leśnych.